# Sesquichlorure d'éthylaluminium
Le sesquichlorure d'éthylaluminium, ou EASC, est un composé organoaluminique de formule chimique (CH3CH2)3Al2Cl3. Il se présente sous la forme d'un liquide pyrophorique qui réagit violemment au contact de l'eau et se décompose vers 150 °C. Son usage industriel est notable comme précurseur du triéthylaluminium (CH3CH2)3Al et comme composant de catalyseurs de type Ziegler-Natta pour la polymérisation d'alcènes et de diènes.

## Production
Les halogénures de méthyle, d'éthyle et d'autres alkyles et aryles qui ne sont par facilement déshydrohalogénés peuvent réagir avec l'aluminium élémentaire selon une réaction exothermique pour donner des sesquihalogénures organoaluminiques avec des rendements élevés. Le sesquichlorure d'éthylaluminium est ainsi obtenu en faisant réagir le chloroéthane CH3CH2Cl avec l'aluminium métallique :
3 CH3CH2Cl + 2 Al ⟶ (CH3CH2)3Al2Cl3.
L'aluminium est utilisé en copeaux, granulés ou en poudre, et l'oxygène et l'humidité doivent être rigoureusement éliminés du milieu réactionnel. La réaction peut être amorcée avec une petite quantité de mercure ou d'iode. Elle peut également être amorcée en traitant l'aluminium avec un halogénure d'alkylaluminium. Le produit de ces réactions est un mélange à l'équilibre d'hétérodimères R2AlX·RAlX2 et d'homodimères (R2AlX)2 et (RAlX2)2, dans lesquels les deux atomes d'aluminium sont liés par deux ligands halogène pontants.
Lorsque des réactions parasites deviennent significatives, l'excès d'Al – Cl dans le produit R3Al2Cl3 peut être réduit par l'ajout de la quantité appropriée de triéthylaluminium. Il est cependant essentiel de contrôler étroitement les conditions opératoires car de légères excursions peuvent avoir des effets très problématiques.

## Réactions
Les sesquihalogénures d'alkylaluminium sont convertis en halogénure de dialkylaluminium ou en trialkylaluminium par traitement avec des métaux actifs tels que le sodium ou le magnésium. Par exemple, le chlorure de diéthylaluminium (CH3CH2)2AlCl ou le triéthylaluminium peuvent être produits à partir de sesquichlorure d'éthylaluminium par réduction au sodium :
2 (CH3CH2)3Al2Cl3 + 3 Na ⟶ 3 (CH3CH2)2AlCl + Al + 3 NaCl ;
3 (CH3CH2)2AlCl + 3 Na ⟶ 2 (CH3CH2)3Al + Al + 3 NaCl.
Un alliage magnésium-aluminium peut permettre la réduction en même temps que la réaction entre l'aluminium et l'halogénure d'alkyle :
4 CH3CH2Cl + Al2Mg ⟶ 2 (CH3CH2)2AlCl + MgCl2.
Le procédé de réduction au sesquichlorure est la voie la plus économique pour la production de triméthylaluminium. Les produits de trialkylaluminium obtenus par ce procédé contiennent généralement des traces de chlorure résiduel mais ne contiennent pas d'hydrures d'aluminium ni d'autres impuretés laissées par les procédés aluminium-hydrogène-oléfine.
La réaction de chlorure d'hydrogène HCl sur le triéthylaluminium (CH3CH2)3Al permet d'obtenir à la fois le chlorure de diéthylaluminium (CH3CH2)2AlCl (DEAC), le sesquichlorure d'éthylaluminium (CH3CH2)3Al2Cl3 (EASC) et le dichlorure d'éthylaluminium CH3CH2AlCl2 (EADC) :
(CH3CH2)3Al + n HCl ⟶ (CH3CH3)3−nAlCln + n C2H6, avec n = 1, 1,5 ou 2.
Ces composés et leurs dérivés sont utilisés comme constituants de catalyseurs pour la production de polyoléfines et de certains élastomères.